# Barbecue
Il barbecue (pronuncia italiana /barbeˈky/) è un termine di origine americana che assume vari significati tutti relativi a grigliate.

## Etimologia
Il termine barbecue deriva dallo spagnolo barbacoa, che a sua volta avrebbe origine caraibica ‘letto di rami intrecciati’, ‘griglia’.

## Terminologia
Il termine si può riferire a:
- allo strumento usato per la cottura (Europa, Stati Uniti orientali, Giappone), un'attrezzatura di piccole dimensioni e mobile, usata per cuocere allo spiedo o alla griglia[4] carni, pesci insaccati e verdura;[5]
- a un impianto fisso di grandi dimensioni (Stati Uniti meridionali), una fossa (pit) o un grande forno metallico[5] per cuocere carne suina e bovina su braci di legna in modo molto lento[4], anche 22-24 ore;[5]
- all'evento in sé, ovvero la cottura e la degustazione dei cibi cotti mediante questa tecnica, usanza tipicamente americana,[4] talvolta anche a scopo elettorale;[5]
- in altri Paesi, come in Australia e molte parti dell'Europa, per barbecue s'intendono carni sia fritte sia grigliate[6][7] oppure al forno;[5] in particolare, i ristoranti cinesi negli Stati Uniti e nel Regno Unito offrono spesso barbecued spareribs, cioè puntine di maiale accompagnate da salse che vengono cotte in vario modo e spennellate di miele e tabasco oppure miele e olio di peperoncino.[8]

## Tipologia
A seconda della dimensione, il barbecue può essere:
- da abitazione, derivante dalla tradizione giapponese direttamente in tavola e sono quindi di piccole dimensioni, costituiti da una griglia superiore per le vivande, da un braciere di ghisa e da un portabraci sul fondo;[4] fori con chiusura regolabile condizionano la combustione attraverso l'afflusso dell'aria;[5]
- da giardino o terrazzo, di maggiori dimensioni e con gambe di sostegno,[5] fissi, con graticola orizzontale, o ruotanti a 90° su di un perno, in modo da poter mettere il portabraci in posizione verticale e permettere la cottura allo spiedo per irraggiamento;[4] ci sono barbecue dotati di tettoia, di camini, di paravento, di ruote, di piani d'appoggio e di taglieri in legno, mentre i materiali di cui sono fatti sono acciaio inossidabile, lamiera verniciata, ferro battuto, alluminio;[9] ci sono anche modelli pieghevoli e scomponibili, ripiegabili in una valigetta, oppure anche un modello a palla fatto da due semisfere apribili per consentire una cottura indiretta o di riverbero.[8]

A seconda del metodo di cottura, il barbecue può essere:
- per irraggiamento, o indiretta, dove la cottura è effettuata principalmente dalla radiazione infrarossa (calore) emessa dal combustibile, più indirettamente attraverso il fumo e l'aria calda.

Il carbone viene disposto ai lati, o comunque a una certa distanza dalla grata, e molti considerano questo metodo una tecnica specifica dell'affumicatura, mentre negli Stati del Sud e nel Midwest degli Stati Uniti questo viene considerato il barbecue vero e proprio. Questa tecnica risulta essere lenta, anche 12 ore, e utilizza delle temperature di cottura medio-basse, di circa 100-120 °C (infatti è detta "Low & Slow") o dai 120-160 °C (cottura indiretta) o > 180 °C (grilling o cottura diretta). Per favorire l'affumicatura, si impiegano anche dei trucioli umidi di legno di particolari essenze, che vengono fatti bruciare sulle braci roventi per farne sprigionare l'aroma.
- per contatto, o diretta, dove si utilizzano delle piastre di vario tipo (ad esempio, le tipiche lose in pietra) o griglie arroventate riscaldate elettricamente o dal carbone/legna. Il cibo da cuocere viene disteso sopra tali elementi. La tecnica risulta essere veloce e utilizza delle temperature di cottura elevate.

## Accessori[4]
- Spiedi;
- griglie;
- molle;
- pinze.

## Combustibili[4]
- braci;
- carbonella.

Da evitare assolutamente per l'accensione l'alcool etilico, in quanto pericoloso, mentre sono preferibili candeline di combustibile solido, da immergere nel carbone.

## Il barbecue americano
Ha caratteri particolari e si tratta di una delle grandi tradizioni degli Stati Uniti meridionali (Georgia, Texas, Tennessee, Carolina del Nord, Alabama, Mississippi, Louisiana, Virginia, Carolina del Sud, Arkansas, Nuovo Messico); i letti di brace sono di legno aromatico come hickory e mesquite (quest'ultimo in Texas) e la carne deve risultare molto tenera e succosa, quella suina addirittura viene preferita sbriciolata, e accompagnata dalla tipica salsa barbecue e anche da spadici di mais, pane di mais, fagioli rossi. Deriva dalle tradizioni quotidiane di legnaioli, minatori e lavoratori delle ferrovie; è il barbecue originale, scritto anche BarbeQ o Bar-be-Q ed era costituito da una fossa profonda circa 1 m su cui si adagiavano le braci e in superficie si posavano su delle sbarre improvvisate di ferro le carni da arrostire, generalmente tagli poco pregiati di bue e maiale, provenienti da bestie vecchie, dure e sfiancate dal lavoro; il procedimento, che poteva durare quasi una giornata, rendeva commestibile e buonissima la carne altrimenti immangiabile; si lasciava cuocere a fuoco lentissimo (70 °C) e il cuoco aveva solo da girare di tanto in tanto la carne. Ancor oggi si preferiscono tagli ordinari come brisket (petto) di bovino e spareribs (puntine o costolette) di maiale.

## Effetti collaterali
Secondo l'American Institute for Cancer Research, la cottura al barbecue alle alte temperature porta alla formazione di sostanze altamente cancerogene. Tra questi si ricordano le ammine eterocicliche nelle parti bruciate di colore nerastro e gli idrocarburi policiclici aromatici, fumi che si formano con la cottura dei grassi e poi penetrano nella carne. Un modo per ridurre questo effetto è quello di limitare l'esposizione ai fumi e di adottare dei legni duri che bruciano a temperature più basse. Inoltre, è consigliato di alternare negli spiedini la cottura di carni bianche e rosse a quella di pesce e verdura, di ridurre i tempi di cottura e di marinare il cibo.